# Svartnoshaj
Svartnoshaj (Carcharhinus acronotus) är en art i familjen gråhajar som man hittar i västra Atlanten på dess kontinentalsocklar och över gamla korallrev. Den kan bli upp till 2 meter lång.
Utbredningsområdet sträcker sig från North Carolina (USA) till Uruguay. Arten vistas nära kusterna. Den dyker till ett djup av 65 meter. De största exemplaren är 137 cm långa. Könsmognaden infaller för honor vid en längd av 100 till 120 cm och för hannar vid 95 till 100 cm. Honor lägger inga ägg utan föder upp till 6 levande ungar efter 10 till 11 månader dräktighet. De är vid födelsen 31 till 50 cm långa. Uppskattningsvis blir exemplaren könsmogna när de är 4,5 år gamla och de kan leva 12,5 år.
Svartnoshaj fiskas som matfisk och den hamnar som bifångst i fiskenät. Det befaras att hela populationen minskade med 50 till 75 procent under de gångna 26 åren (räknad från 2019). IUCN listar arten som starkt hotad (CR).